# 第八代阿蓋爾公爵喬治·坎貝爾
喬治·坎貝爾（英語：George Campbell，1823年4月30日—1900年4月24日），第八代阿蓋爾公爵，1868年至1874年擔任印度事務大臣。

## 家庭
1844年，喬治·坎貝爾和伊莉莎白·琉森-高爾結婚，兩人共有5子7女：
1. 約翰（1845年—1914年）
2. 亞契波德（1846年—1913年）
3. 華特（1848年—1889年）
4. 埃迪絲（1849年—1913年）
5. 伊莉莎白（1852年—1896年）
6. 喬治（1850年—1915年）
7. 柯林（英语：Lord Colin Campbell）（1853年—1895年）
8. 維多利亞（英语：Lady Victoria Campbell）（1854年—1910年）
9. 艾薇琳（1855年—1940年）
10. 法蘭西絲（英语：Frances Balfour）（1858年—1931年）
11. 瑪麗（1859年—1947年）
12. 康斯坦絲（1864年—1922年）